# Malta International 1981
Die Malta International 1981 waren die zehnte Austragung dieser internationalen Meisterschaften von Malta im Badminton. Sie fanden vom 8. bis zum 10. Mai 1981 in Cospicua statt.

## Medaillengewinner
| Disziplin    | Gold                           | Silber                          | Bronze                     |
| ------------ | ------------------------------ | ------------------------------- | -------------------------- |
| Herreneinzel | David Eddy                     | Joachim Reiche                  | Hans-Dieter Nieth          |
| Herreneinzel | David Eddy                     | Joachim Reiche                  | Lars Merrild               |
| Dameneinzel  | Muriel Cain                    | Helle Karlsson                  | June Coulson               |
| Dameneinzel  | Muriel Cain                    | Helle Karlsson                  | Roberta Cannell            |
| Herrendoppel | Lars Merrild Morten Mogensen   | Finn Bjerring K. Jørgensen      | David Eddy Philip Mead     |
| Herrendoppel | Lars Merrild Morten Mogensen   | Finn Bjerring K. Jørgensen      | Jes Vingløv Bjarne Boesen  |
| Damendoppel  | Muriel Cain Pauline Kennish    | June Coulson Mrs. S. Billingham | E. Davies Mrs. J. Jones    |
| Damendoppel  | Muriel Cain Pauline Kennish    | June Coulson Mrs. S. Billingham | Mrs. S. Pearce J. Evans    |
| Mixed        | Morten Mogensen Helle Karlsson | David Kennaugh Muriel Cain      | S. Billingham June Coulson |
| Mixed        | Morten Mogensen Helle Karlsson | David Kennaugh Muriel Cain      | H. John J. Evans           |

## Finalergebnisse
| Disziplin    | Sieger                         | Finalist                        | Ergebnis    |
| ------------ | ------------------------------ | ------------------------------- | ----------- |
| Herreneinzel | David Eddy                     | Joachim Reiche                  | 15:9, 15:4  |
| Dameneinzel  | Muriel Cain                    | Helle Karlsson                  | 11:4, 11:5  |
| Herrendoppel | Lars Merrild Morten Mogensen   | Finn Bjerring K. Jørgensen      | 15:6, 17:15 |
| Damendoppel  | Muriel Cain Pauline Kennish    | June Coulson Mrs. S. Billingham | 15:7, 15:4  |
| Mixed        | Morten Mogensen Helle Karlsson | David Kennaugh Muriel Cain      | 15:10, 15:6 |